# Hans Clemer
Hans Clemer, detto Maestro d'Elva (Fiandre, ante 1480 – Piemonte, post 1512), è stato un pittore fiammingo naturalizzato francese attivo in Piemonte nella zona di Saluzzo. Fu esponente della pittura gotico-fiamminga.

## Biografia

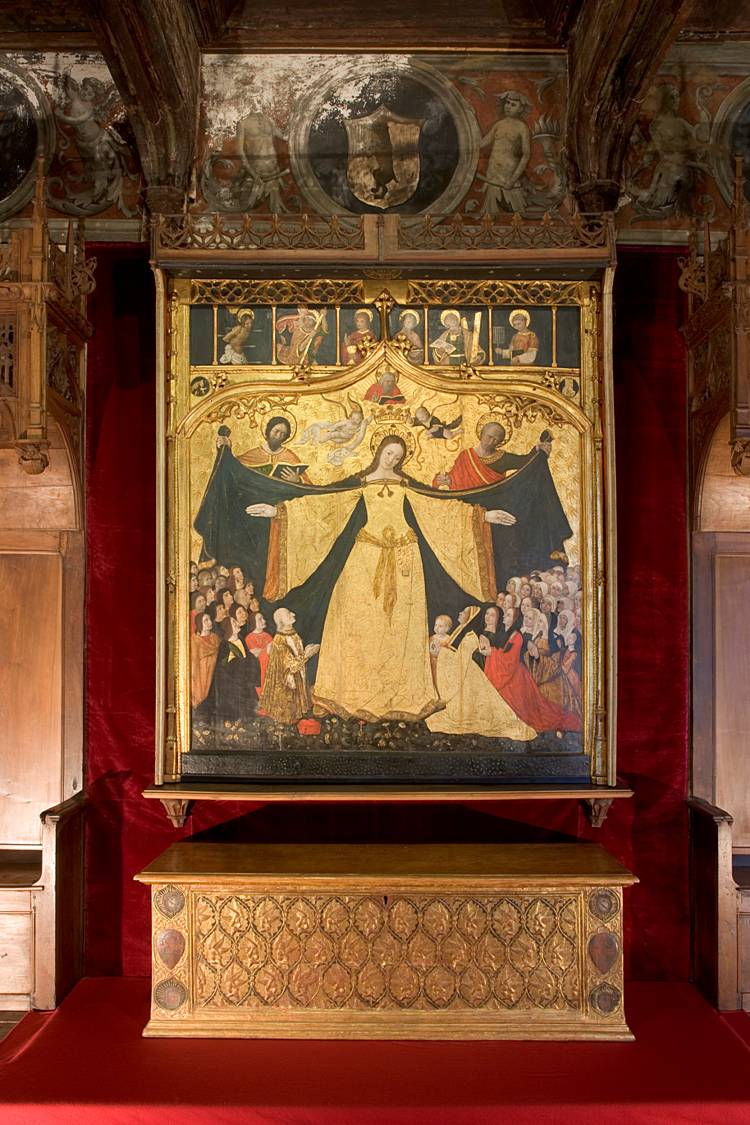
La pala della Madonna della Misericordia (1499/1500), Saluzzo, Casa Cavassa

Sono scarsi i documenti riguardo alla nascita di Hans Clemer. Le prime notizie risalgono alla fine del Quattrocento. 
Il percorso artistico di Hans Clemer manifesta una cultura articolata, attenta a soluzioni tecniche innovative, nella quale sussistono riferimenti al suo contemporaneo Giovanni Martino Spanzotti. Un documento, conservato nell'archivio di Aix en Provence, parla di due pittori, Josse Lieferinxe e di "mestre" Ans: contiene un accordo tra i due artisti, legati da parentela, e il responsabile della confraternita di Sant'Antonio di Padova, presso il monastero di Aix, per la realizzazione di un'opera che raffigurava il santo. Attorno agli anni novanta del 1400 risulta essere già operante nelle valli del Marchesato di Saluzzo e, in particolare, nella Valle Maira, presso la chiesa parrocchiale di Santa Maria Assunta di Elva, nella quale si può ammirare ancora oggi il ciclo di affreschi rappresentanti scene della vita di Maria e una maestosa Crocifissione, databile al 1493.
 Si ritrovano tuttora, ben conservati, nel presbiterio e nell'abside della chiesa, pregevole edificio in stile tardo-romanico. Questo capolavoro gli valse il titolo di Maestro di Elva, ma la presenza dell'artista diffusa in gran parte del territorio del marchesato è comprovata da una serie di opere che spaziano dai soggetti religiosi alle raffigurazioni storico-mitologiche.
 Presto fu chiamato a prestare la sua opera anche presso il capoluogo del marchesato: Saluzzo. Qui Hans Clemer realizzò le sue ultime opere comunemente datate entro il 1511-1512. Oltre ai dipinti presenti sulla facciata della Cattedrale di Saluzzo, Clemer realizzò anche il decoro à grisaille sulla facciata di Casa Cavassa e la Pala della Madonna della Misericordia.

## Opere

### Gli affreschi della Parrocchiale di Elva

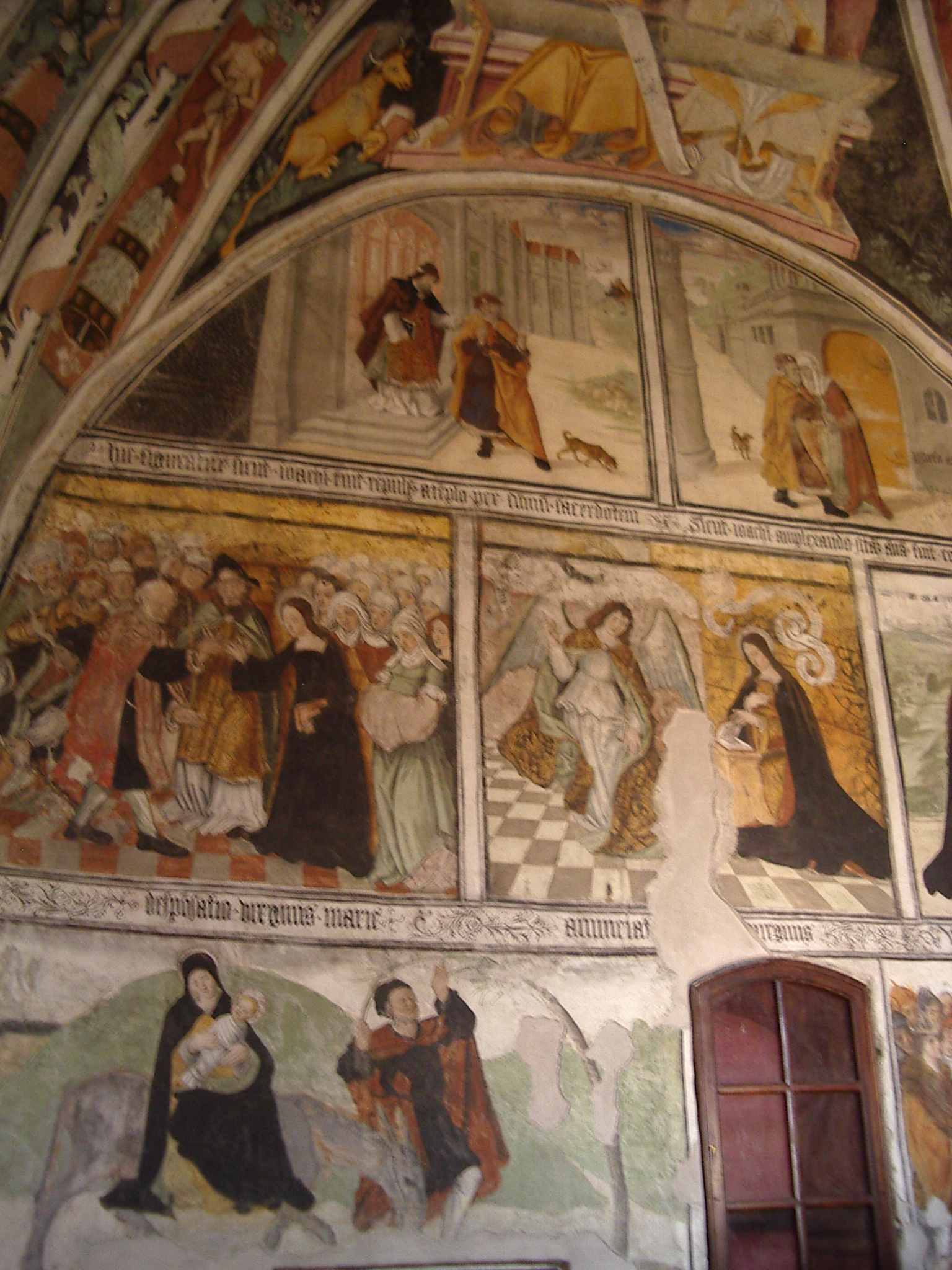
Elva: Scene della vita della Vergine

Nel presbiterio della parrocchiale di Elva sono stati eseguiti affreschi in due momenti diversi. Quelli della volta appartengono ad un pittore tardo gotico, presumibilmente intorno al 1470; quelli delle pareti, risalenti all'inizio del XVI secolo, sono stati realizzati da Hans Clemer.

### Altre opere
Ulteriori opere attribuite con certezza ad Hans Clemer sono:
- polittico della Parrocchiale di Celle di Macra (1496),
- affreschi della Parrocchiale di Bernezzo (1496/1500),
- affresco della Madonna di San Michele a Centallo (1496/1500),
- pala della Madonna della Misericordia di Casa Cavassa a Saluzzo (1499/1500),
- affresco del Cristo di Pietà di Costigliole Saluzzo (1500/1505),
- affresco della Deposizione nella Chiesa di Sant'Agostino a Saluzzo (1500/1504),
- polittico della Natività della Collegiata di Revello (1503),
- affreschi con le Storie di David e della Madonna con il Bambino di Casa Della Chiesa a Saluzzo (1500/1507),
- affreschi con le Fatiche di Ercole di Casa Cavassa a Saluzzo (1506/1511).